# Iulius Crassipes
Iulius Crassipes (sein Praenomen ist nicht bekannt) war ein im 2. Jahrhundert n. Chr. lebender römischer Politiker.
Durch ein Militärdiplom, das auf den 10. Oktober 138 datiert ist, ist belegt, dass Crassipes 138 Statthalter (Legatus Augusti pro praetore) der Provinz Thracia war. Er war 140 Suffektkonsul; in einem (unvollständig erhaltenen) Diplom, das auf 140 datiert wird, ist sein (teilweise erhaltener) Name ergänzt worden. Der Name des zweiten Konsuls ist in dem Diplom nicht erhalten. Die beiden Konsuln traten ihr Amt vermutlich entweder am 1. Juli oder am 1. September an.